# Messier 12
Messier 12 (M12 o NGC 6218) és un cúmul globular de la constel·lació de serpentari. Va Ser descobert per Charles Messier el 1764.
Situat aproximadament a 3º del cúmul M10, es troba a una distància de 16.000 anys llum i té un diàmetre espacial de ~ 75 anys llum.
La seva magnitud conjunta en banda B (filtre blau) és igual a la 8.52, la seva magnitud en banda V (filtre verd) és igual a la 7.68; el seu tipus espectral és F8: fotogràficament s'aprecia de color groguenc a causa de la gran quantitat d'estrelles gegants vermelles (de color groguenc o daurat) que conté.
De la seva velocitat radial, -43.5 km/s, es dedueix que s'apropa a la Terra a més 156 600 km/h: aquesta velocitat és originada per la combinació de la seva velocitat orbital al voltant del nucli de la Via Làctia, a més de la velocitat pròpia del Sol i de la Terra.
És un cúmul globular molt pobre en estrelles variables: fins al moment actual (any 2006) només se n'ha descobert una : es tracta d'una estrella variable Cefeida (del tipus W Virginis) amb un període igual a 15.527 dies; en la seva lluentor màxima arriba a la magnitud 11.91 (en banda V).
Un estudi publicat en 2006 va concloure que el cúmul va perdre sobre un milió d'estrelles de massa baixa, és per això que hi ha poca quantitat d'aquest tipus d'estrelles en el cúmul. Els autors suposen que van ser arrencades del cúmul per influència de la força gravitacionals de la Via làctia.